# Claudine Dauphin
Claudine Dauphin  (n. 1950) es una arqueóloga francesa especializada en el período bizantino. Es profesora honoraria de la Universidad de Gales de Lampeter.

## Carrera
Dauphin obtuvo un doctorado summa cum laude de la Universidad de Edimburgo en 1974 presentando la tesis Inhabited Scrolls from the IVth to the VIIth Century A.D. in Asia Minor and the Eastern Provinces of the Byzantine Empire.
Fue investigadora en arte y arquitectura bizantina en el Somerville College, de 1979 a 1983. En 1994 obtuvo su Doctorat d'État ès-Lettres (Mención Très honorable et félicitations du jury à l'unanimité) de la Universidad de la Sorbona. En 2005 fue nombrada profesora honoraria en la Universidad de Gales, Lampeter.  Fue elegida miembro de la Society of Antiquaries of London el 2 de febrero de 2007. Fue nombrada profesora honoraria de Arqueología y Teología en la Universidad de Niza. En 2011 dejó Niza para unirse al grupo 'Orient et Mediteranée' del CNRS.

## Publicaciones selectas
- Dauphin, C. 1998. La Palestine byzantine: peuplement et populations, Volume 1 (BAR International 726). Oxford, ArchaeoPress
- Dauphin, C. 1999. "Plenty of just enough? The diet of the rural and urban masses of Byzantine Palestine", Bulletin of the Anglo-Israel Archaeological Society 17, 39–65.
- Dauphin, C. 2005. "Sainte-Anne de Jérusalem: le projet Béthesda", Proche-Orient chrétien 55(3/4), 254–262.
- Dauphin, C. 2007. "Sex and ladders in the monastic desert of late Antique Egypt and Palestine", Bulletin of the Anglo-Israel Archaeological Society 25.
- Dauphin, C. 2009. Eucharistic bread or thistles?: fact or fiction?; the diet of the desert fathers in late antique Egypt and Palestine. Lampeter, 	Lampeter Trivium Publications (University of Wales).